# ぷくらす
ぷくらすは、山形県西村山郡大江町にある文化施設。
すぐ隣に隣接する大江町体育センターも本項で解説する。

## 概要
大江町中央公民館と大江町立図書館で形成されている文化施設である。
現在の施設は旧施設の耐震化不足に伴い、2016年に全面改装された建物である。建物には樹齢80年である大江町の西山杉を使用している。

## 施設概要

### 大江町中央公民館
町民ホール、多目的ルーム、学習ルーム、クッキングルーム、町民ギャラリーで構成されている。毎月第2火曜日と第4火曜日、年末年始は休館となる。

### 大江町立図書館
ぷくらすの1階に位置。
大江町立図書館で発行している利用者カードがある者に資料の貸し出しを行っている。利用者カードは大江町または寒河江市を含む西村山地区の管内在住の者、大江町に勤務または通学している者に無料で発行している。貸出冊数は雑誌、視聴覚資料、紙芝居等を含み1人3点までで、貸出期間は3週間。返却日までに返せない場合は期間を一度のみ延長することができる。借りた資料の返却は原則カウンターに提出で、図書館閉館時は図書館入口前に設置している返却ポストに返却することができる。休館日は大江町中央公民館と同じく毎月第2火曜日と第4火曜日及び年末年始であり、この他に特別整理日と蔵書点検日は休館となる。
調べものに関する資料を探すレファレンスサービスを行っている。大江町関係の情報を中心に、6つのテーマについて調べるパスファインダーを紹介している。

## 施設構成
1F
- 町民ホール
- 図書館
- クッキングルーム(2室)
- キッズルーム
- 町民ギャラリー

など
2F
- 多目的ルーム
- 和室
- 学習ルーム(4室)

## 隣接施設

### 大江町体育センター
ぷくらすの隣に隣接している体育施設である。

#### 施設概要
1F
- アリーナ
- ピロティー
- 会議室
- 本部席

など
2F
- 観覧席
- トレーニングルーム

など

#### 利用時間・休館日
利用時間
- 午前9時 - 午後9時30分[6]

休館日
- 毎月第2・第4月曜日[6]
- 年末年始[6]

## アクセス
- 最寄駅：JR奥羽本線・左沢駅

## 周辺
- 大江町歴史民俗資料館